# Bandung Raya
El Bandung Raya es un equipo de fútbol de Indonesia que juega en la Tercera División de Indonesia, la tercera liga de fútbol más importante del país.

## Historia
Fue fundado el 17 de junio de 1987 en la localidad de Bandung y formaron parte de la desaparecida Galatama hasta 1994, cuando nació la Liga Indonesia tras la fusión de la Galatama con la Perserikatan, aunque eso no bajó el nivel del club, ya que han ganado la Liga Indonesia 1 vez y en otra fue subcampeón.
En la temporada 1996/97 el club terminó subcampeón de la Liga Indonesia luego de perder la final ante el Persebaya Surabaya, siendo ésta la última temporada hasta el momento del club en la máxima categoría, ya que el club fue disuelto al final de la temporada por problemas financieros, y la mayoría de los jugadores se unieron al Persiya Jakarta.
En el 2010 el club renació a consecuencia del Bandung FC, fundado ese mismo año, pero ambos clubes son independientes, y dos años después el empresario Ari Sutedi adquirió el 100% de las acciones del club, así como las acciones del Pelita Jaya, el cual forma parte de la Liga Indonesia.
A nivel internacional han participado en un torneo continental, la Recopa de la AFC 1996-97, en la cual fueron eliminados en la segunda ronda por el South China AA de Hong Kong.

## Palmarés
- Liga Indonesia: 1

1995/96
- Copa de Indonesia: 2

1995/96, 1996/97

## Participación en competiciones de la AFC
| Temporada | Torneo           | Ronda | Club           | Resultado |
| --------- | ---------------- | ----- | -------------- | --------- |
| 1996/97   | Recopa de la AFC | 1     | Pahang FA      | 1-0, 4-1  |
| 1996/97   | Recopa de la AFC | 2     | South China AA | 1-1, 0-4  |

## Jugadores destacados
| - Olinga Atangana - Stephen Weah - Dejan Gluscevic - Adjat Sudradjat (1995–1997) - Alexander Saununu - Budiman Yunus - Dahiru Ibrahim - Deftendi - Hari Rafni Kotari - Hendriawan - Hermansyah - Herry Kiswanto - Mohammed Ramdan | - Makmun Adnan - Nuralim - Peri Sandria - Rehmalem P. - Surya Lesmana |